# Astragalus missouriensis
Astragalus missouriensis är en ärtväxtart som beskrevs av Thomas Nuttall. Astragalus missouriensis ingår i släktet vedlar, och familjen ärtväxter.

## Underarter
Arten delas in i följande underarter:
- A. m. amphibolus
- A. m. humiastratus
- A. m. mimetes
- A. m. missouriensis

## Bildgalleri

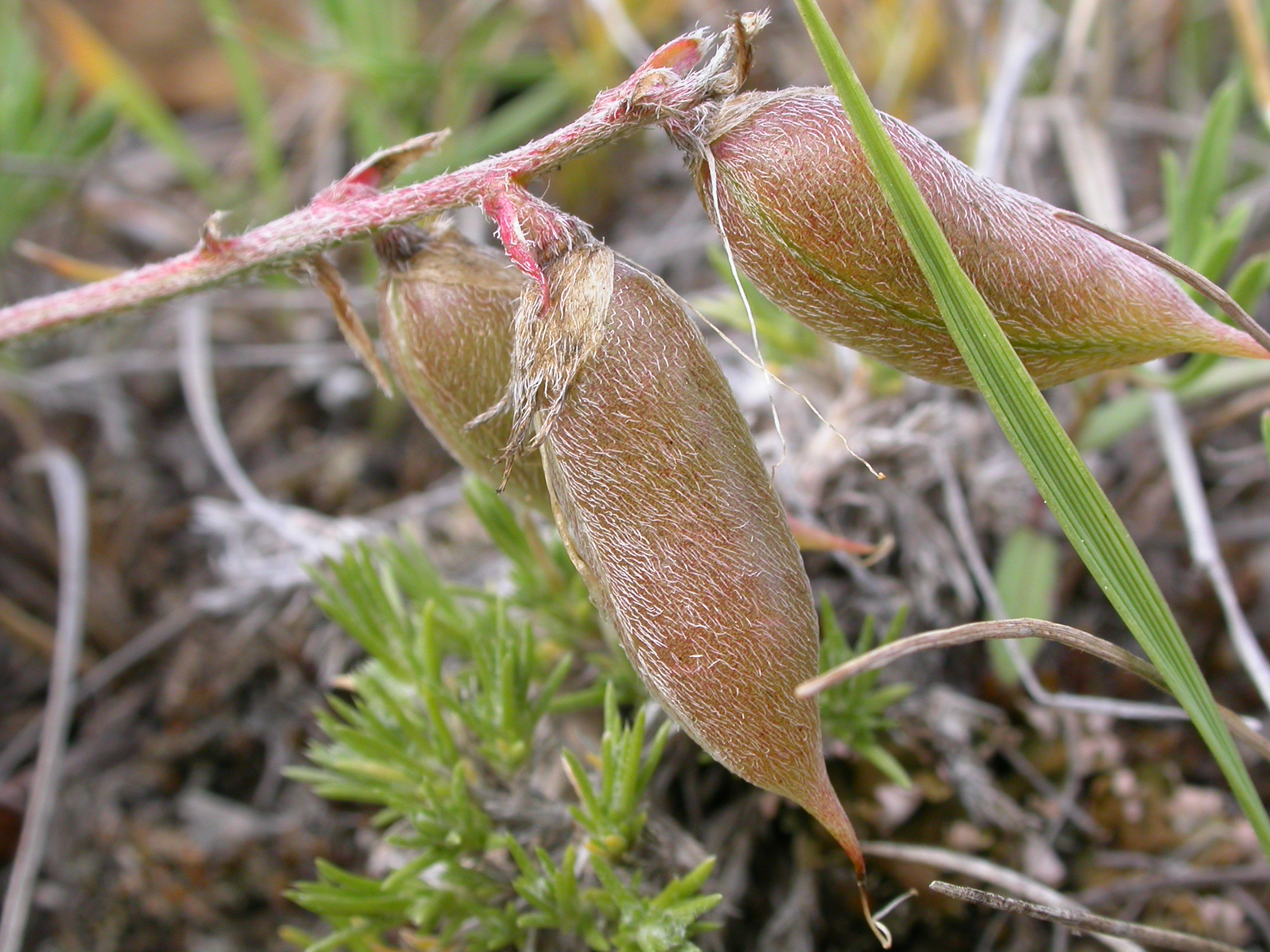
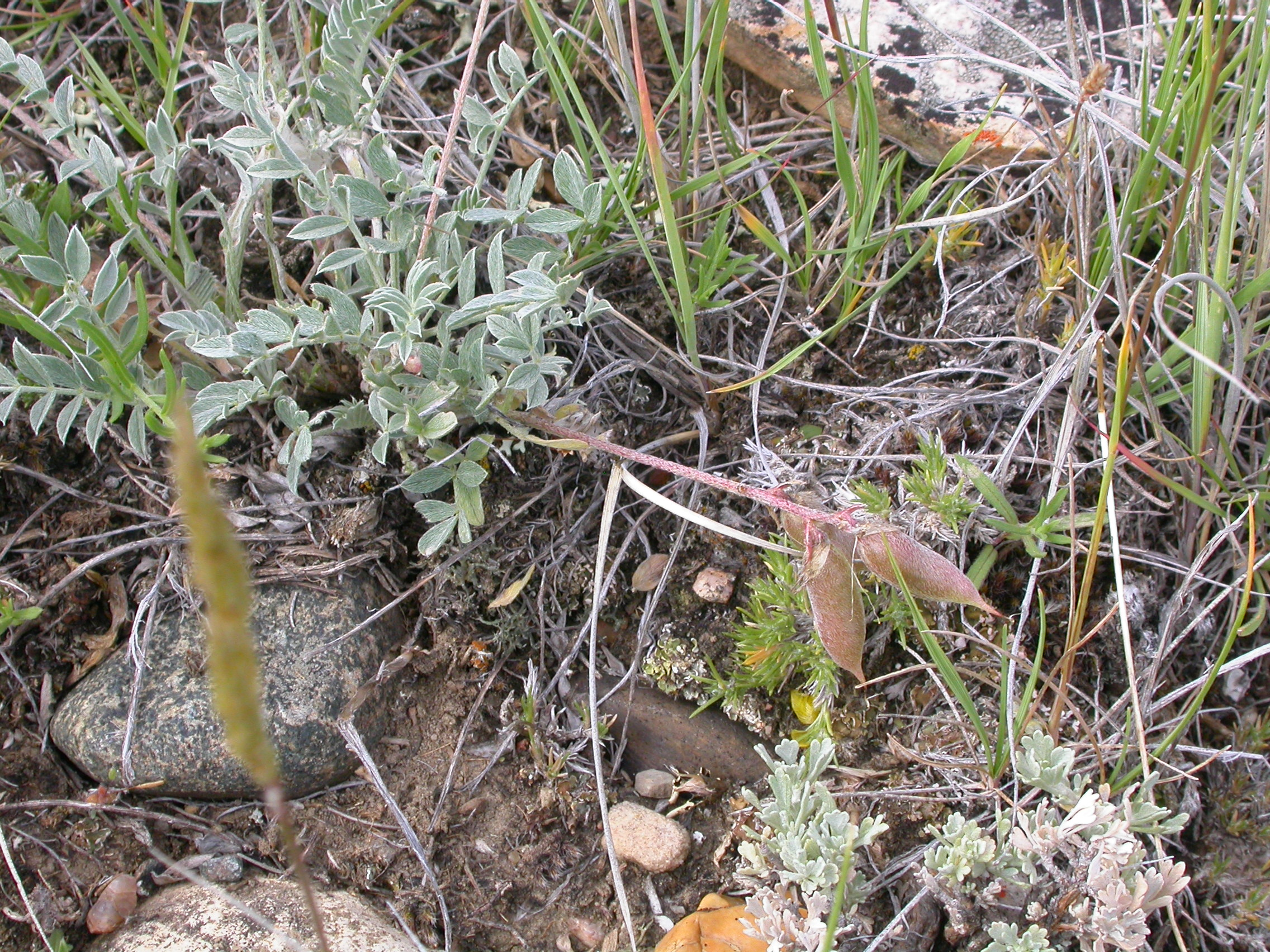
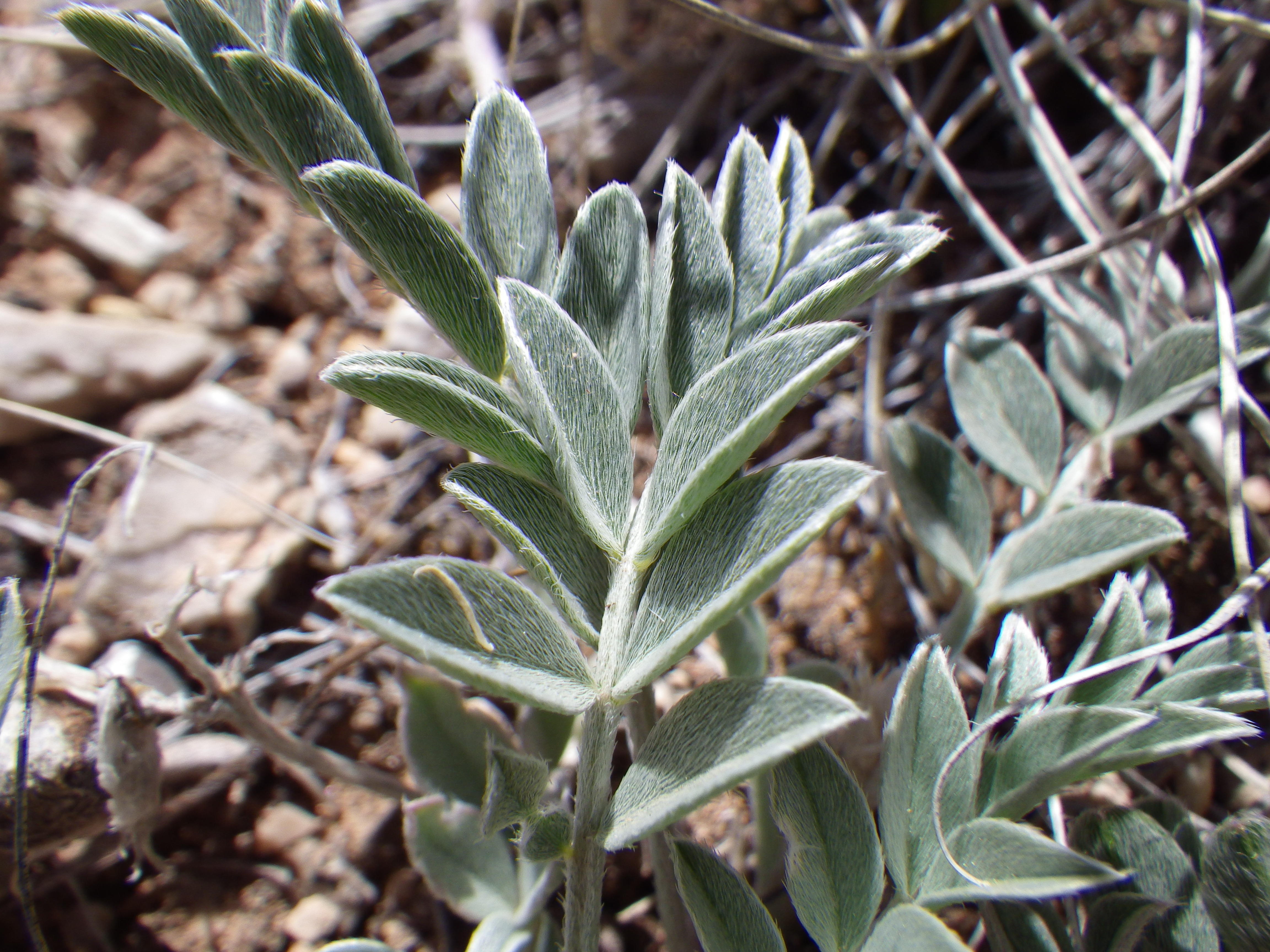
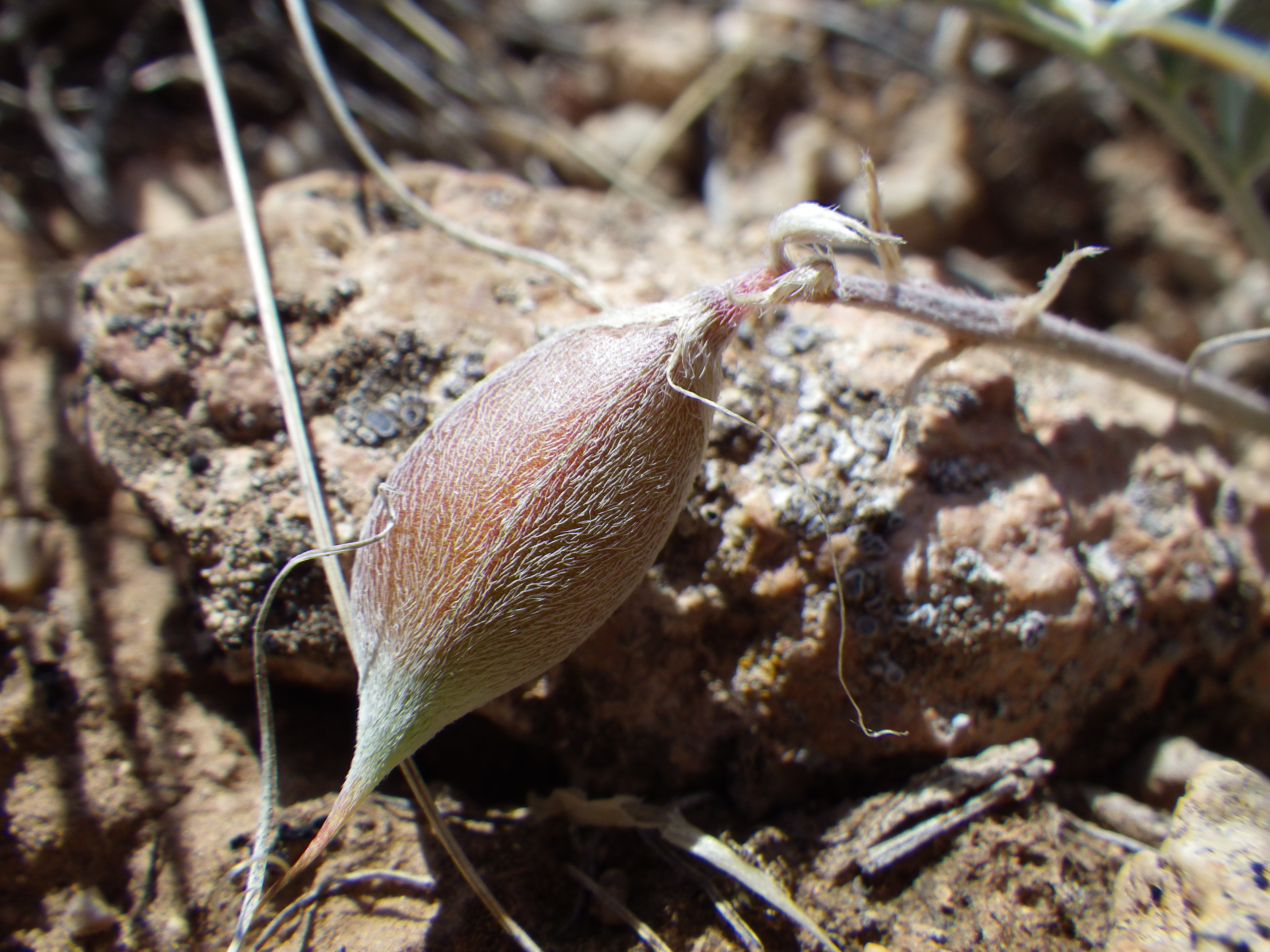